# Rolf Stenersen
Rolf Christian Eckersberg Stenersen (Oslo, 13 februari 1899 - Bergen, 14 oktober 1978) was een Noors atleet, ondernemer en kunstverzamelaar. Hij nam deel aan de Olympische Zomerspelen van 1920.

## Belangrijkste resultaten

### Olympische Zomerspelen
| Jaar | Plaats    | Discipline | Onderdeel             | Resultaten                                                                        |
| ---- | --------- | ---------- | --------------------- | --------------------------------------------------------------------------------- |
| 1920 | Antwerpen | Atletiek   | 100 m (m)             | eerste ronde: 3e (reeks 9)                                                        |
| 1920 | Antwerpen | Atletiek   | 200 m (m)             | eerste ronde: 4e (reeks 5)                                                        |
| 1920 | Antwerpen | Atletiek   | 4x100 m estafette (m) | eerste ronde: DSQ (reeks 1)samen met: Erling Aastad Asle Bækkedal Bjarne Guldager |

### Persoonlijke records
| Onderdeel | Tijd    | Jaar |
| --------- | ------- | ---- |
| 100 m     | 11,0 s. | 1921 |
| 200 m     | 22,6 s. | 1920 |

## Trivia
- In zijn geboortestad Oslo werd een straat vernoemd naar Stenersen, de Rolf E. Stenersens allé.

- Bibsys: 90869503
- Bibliothèque nationale de France: cb125359745 (data)
- CiNii: DA02941575
- Gemeinsame Normdatei: 119396785
- International Standard Name Identifier: 0000 0000 8297 8491
- Library of Congress Control Number: n50022422
- Nationale Bibliotheek van Letland: 000059200
- Nationale Bibliotheek van Tsjechië: jx20100201011
- Nationale Bibliotheek van Israël: 987011218639505171
- Nationale Bibliotheek van Polen: a0000002791532
- Nederlandse Thesaurus van Auteursnamen: 072766972
- Système universitaire de documentation: 034623051
- Virtual International Authority File: 110082346
- WorldCat: E39PBJyGRxmQfvdwDwFjqXYgKd